# 배그린
배그린(1989년 1월 1일~)은 대한민국의 배우이다.

## 경력
1989년 광주 출신으로 대구서부공업고등학교를 졸업했다. 고등학교 2학년 때 서울로 건너가 2006년에 KBS의 청소년 성장드라마인 《반올림 #3》에 본인 역으로 배우의 길에 입문하였다. 이후 MBC 미니시리즈 《대한민국 변호사》와 OCN 미니시리즈인 《여사부일체》에 단역으로 출연했다.
이후 이동통신사 SK텔레콤 계열 광고에 출연하여 대중들에게 잘 알려졌으며, 2009년에 영화 《친구》의 감독인 곽경택이 연출을 담당한 MBC 특별 기획 드라마 《친구, 우리들의 전설》에서 여주인공 3명 중 한 명이자 작 중의 밴드인 "레인보우"의 드러머인 성성애 역으로 캐스팅되었으며, 서성애의 연기를 위해 머리를 10cm 잘랐다. 배그린은 《친구, 우리들의 전설》의 연기 훈련으로 6개월을 소비했으며, 인터뷰에서 더 이상 CF스타가 아닌 연기자로서 봐달라고 밝혔다. 이 시기에 소속사 제이스타 측은 "곽경택 감독을 비롯해 주변에서 성성애 역을 맡은 배그린에게 커트 머리를 권유했다. 헤어스타일이 여배우의 생명인 만큼 고민이 될 수도 있었겠지만, 곽 감독 밑에서 연기를 할 수 있다면 무엇이든 따르겠다며 그 자리에서 바로 수락했다"라고 밝혔다. 배그린은 김중호를 연기한 이시언과 짝을 맞춰 극중 고등학생에서 시작해 옷가게 사장, 한 남자의 부인이 되는 연기를 보였다.
《친구-우리들의 전설》 후에는 여성 힙합 그룹인 미스에스의 〈사랑이 뭐길래〉 뮤직비디오에서 짙은 화장을 하고 사랑이 식은 남자친구를 동상으로 내리쳐 살해하고 시신 위에 올라타는 연기를 보였다. 같은 해에는 홍성창이 연출을 맡은 SBS 드라마인 《미남이시네요》에서 작중의 아이돌 가수 그룹인 A.N.JELL의 광적인 팬이자 팬클럽 회장인 사유리 역에 캐스팅되었다. 배그린은 배역을 위해 이 드라마에서 미국의 가수 레이디 가가의 헤어스타일을 재현하기도 하였다. 2010년, 배그린은 《거침없이 하이킥!》과 《지붕뚫고 하이킥!》 시리즈 제작진이 제작한 tvN 주간시트콤 《원스 어폰 어 타임 인 생초리》에 김학철이 연기한 박규의 딸 박복순 역으로 출연하였다. 같은 해에 홍성창 연출의 SBS 주말연속극 《웃어요, 엄마》에서 박준금의 딸로 등장하는 캐릭터인 백장미를 연기하였다. 이 해 1월과 2월에는 평창 동계 올림픽 개최지 선정을 위해 제작한 홍보영상물에 출연했다.
2011년에는 SBS 판타지 드라마인 《49일》에 남규리가 연기한 주인공 신지현의 친구이자 조현재가 연기한 한강, 신지현, 서지혜가 연기한 신인정과 고교 동창생을 설정된 박서우를 연기하였다. 2012년, 독일의 소설가 마르티나 파우라의 동명의 소설을 원작으로 하는 윤진서, 고준희 주연의 tvN 로맨틱 코미디 드라마 《일년에 열두남자》에 오해라 역으로 출연하였다. 이듬해인 2013년에는 아이유가 주연을 맡은 KBS 주말연속극인 《최고다 이순신》에서 조정석이 연기한 남주인공 신준호의 철없는 여동생 신이정을 연기하였다.

## 작품 목록

### 드라마
- 2006년 KBS2 성장드라마 《성장드라마 반올림 3》 ... 본인 역
- 2008년 MBC 수목 미니시리즈 《대한민국 변호사》
- 2008년 OCN 8부작 금요 미니시리즈 《여사부일체》 ... 한은선 역
- 2009년 MBC 주말 미니시리즈 《친구, 우리들의 전설》 ... 성성애 역
- 2009년 SBS 드라마스페셜 《미남이시네요》 ... 사유리 역
- 2010년 SBS 주말극장 《웃어요, 엄마》 ... 백장미 역
- 2010년 tvN 20부작 금요 시트콤 《원스 어폰 어 타임 인 생초리》 ... 박복순 역
- 2011년 SBS 드라마스페셜 《49일》 ... 박서우 역
- 2012년 tvN 수목 미니시리즈 《일년에 열두남자》 ... 오해라 역
- 2013년 KBS2 주말연속극 《최고다 이순신》 ... 신이정 역
- 2013년 MBC 아침 일일연속극 《내 손을 잡아》[7] ... 오신희 역(†) (본작의 서브 여주인공이자 메인 악녀이며 최종 보스)
- 2016년 MBC 주말 특별기획 드라마 《옥중화》 ... 가비 역 (특별출연)
- 2019년 TV조선 일요 미니시리즈 《레버리지: 사기조작단》 ... 정현주 역 (특별출연)
- 2021년 소셜프로덕션 8부작 웹 드라마 《만남의 광장》 ... 소영 역
- 2021년 TV조선 주말 미니시리즈 《엉클》 ... 김영아 역
- 2021년 tvN 주말 미니시리즈 《불가살》
- 2022년 KBS2 주말연속극 《현재는 아름다워》 ... 소영은 역 (특별출연)
- 2022년 KBS2 저녁 일일연속극 《태풍의 신부》[8] ... 홍조이 역
- 2023년 MBC 금토 미니시리즈 《넘버스 : 빌딩숲의 감시자들》 ... 정시영 역
- 2024년 tvN 월화 미니시리즈 《내 남편과 결혼해줘》 ... 하예지 역

### 영화
| 연도 | 제목        | 역할   | 감독   | 비고 |
| ---- | ----------- | ------ | ------ | ---- |
| 2015 | 검은손      | 정유미 | 박재식 |      |
| 2015 | 세포의 기억 |        |        |      |
| 2021 | 만남의 광장 | 소영   | 이정민 |      |
| 2023 | 치악산      | 최수아 | 김선웅 |      |

### 뮤직비디오
| 연도 | 가수명   | 노래명        | 공동 출연 | 비고 | 출처 |
| ---- | -------- | ------------- | --------- | ---- | ---- |
| 2009 | 미스에스 | 사랑이 뭐길래 |           |      |      |

### 광고
| 연도 | 광고주   | 브랜드                                                   | 종류      | 공동 출연 | 출처 |
| ---- | -------- | -------------------------------------------------------- | --------- | --------- | ---- |
| 2006 | 오리온   | 눈을 감자                                                | 과자      |           |      |
| 2007 | SK텔레콤 | SK텔레콤 T LIVE 영상통화 완전정복 - 위기대처 편          | 이동 통신 |           |      |
| 2007 | SK텔레콤 | SK텔레콤 T LIVE 영상통화 완전정복 - 대략난감 편          | 이동 통신 |           |      |
| 2007 | SK텔레콤 | SK텔레콤 T LIVE 영상통화 완전정복 - 부부싸움 완전정복 편 | 이동 통신 | 정경호    |      |
| 2007 | 피자헛   | 피자헛 더블 바비큐 피자                                  | 음식점    |           |      |
| 2007 | SK텔레콤 | SK텔레콤 T LIVE 영상통화 완전정복 - 본토발음 완전정복 편 | 이동 통신 |           |      |
| 2012 | 스킨푸드 | 스킨푸드 - 여덟 번째 부케를 받은 날의 스킨푸드 편        | 화장품    |           | 보기 |

## 기타 활동
- 2022년 런포더문 홍보대사